# How Deep Is Your Love
„How Deep Is Your Love” – singel jamajskiego piosenkarza Seana Paula wykonany wspólnie z Kelly Rowland, wydany w 2012 roku.

## Lista utworów
- CDr, singel promocyjny (2012)[2]

1. „How Deep Is Your Love” (Johnny Mac Radio) – 4:13
2. „How Deep Is Your Love” (Johnny Mac Extended Mix) – 6:02
3. „How Deep Is Your Love” (Paige Remix) – 3:54
4. „How Deep Is Your Love” (Riddler Club Mix) – 6:12
5. „How Deep Is Your Love” (Riddler Radio) – 4:29
6. „How Deep Is Your Love” (Smash Mode Radio Edit) – 3:46

- CDr, singel promocyjny (16 stycznia 2013)[3]

1. „How Deep Is Your Love” – 3:20

## Notowania na listach przebojów
| Kraj              | Lista (2012)         | Najwyższa pozycja |
| ----------------- | -------------------- | ----------------- |
| Stany Zjednoczone | Reggae Digital Songs | 1                 |
| Austria           | Singles Top 75       | 68                |
| Szwajcaria        | Singles Top 75       | 72                |